# Omus dejeani
Omus dejeani là một loài bọ cánh cứng trong họ Cicindelidae được tìm thấy ở British Columbia đến bắc California trong các khu rừng rậm ven biển. Đây là loài lớn nhất trong chi với chiều dài từ 15 đến 20 mm.